# Татарова, Людмила Владимировна
Людми́ла Влади́мировна Тата́рова (род. 1 июля 1973, Москва, СССР) — российская театральная актриса. Заслуженная артистка России (2008).

## Биография
Родилась 1 июля 1973 года в Москве. 
Училась в Днепропетровском театральном училище. С 1992 года работала в Севастопольском драматическом театре им. А.В. Луначарского. 
В 1993 году перевелась в Театр Российской армии, в котором служит и поныне. 
В 2007 году окончила Российскую академию театрального искусства (ГИТИС). Курс профессора М.В. Скандарова.

## Театральные работы
- Гертруда — «Боже, храни короля!»;
- Марфа — «Игрок»;
- Аннушка — «На бойком месте»;
- Земляничка — «Приключения Чиполлино»;
- Служанка — «Маскарад»;
- Сильвия — «Гарольд и Мод»;
- Дороти — «Удивительный волшебник страны Оз»;
- Вера Филипповна — «Сердце не камень»;
- Геро — «Много шума из ничего»;
- Наташа — «На дне»;
- Присцилла — «Загнанная лошадь»;
- Фениса — «Изобретательная влюблённая»;
- Ева Харрингтон — «Шарады Бродвея»;
- Луиза Жермон — «Давным-давно»;
- Фанни Вильтон — «Серебряные колокольчики»;
- Евлампия Купавина — «Волки и овцы»;
- Русланова - "Русланова".

## Фильмография
- 2020 — «Анна-детективъ-2» — Ольга Матвеевна Вернер
- 2016 — «Тёща-командир»
- 2018 — «Тайны госпожи Кирсановой» — Карелия Адамовна
- 2018 — «Мое сердце с тобой»
- 2016 — «Такая работа» (96-я серия «Театр начинается с вешалки») ― Жанна, актриса
- 2010 ― «Дворик»
- 2009 — «Платина - 2 »
- 2009 — «Однажды будет любовь»
- 2007 — «Бешеная»
- 2006 — «Студенты - 2»
- 2004—2013 — «Кулагин и партнёры»
- 1996 — «Любовь на плоту»
- 1995 — «Дом» — Катюша Маслова
- 1995 — «Сретенка...Встречи»
- 1995 — «Золотое дно»

## Личная жизнь
- Муж — актёр Сергей Джигурда (род. 1956), старший брат Никиты Джигурды.
  - Сыновья Юрий и Владимир (близнецы)

## Награды
- Заслуженная артистка России (2008)